# Moshe Arens
Pour les articles homonymes, voir Arens.
Moshe Arens (en hébreu: משה ארנס, né le 27 décembre 1925 à Kaunas (Lituanie) et mort le 7 janvier 2019 à Savyon (Israël)) est un ingénieur en aéronautique israélien d'origine lituanienne, chercheur, ancien diplomate et homme politique. 
Il fut membre de la Knesset entre 1973 et 1992 et à nouveau de 1999 à 2003, ministre de la Défense à trois reprises et une fois ministre des Affaires étrangères. Arens a également été l'ambassadeur d'Israël aux États-Unis et a été professeur au Technion à Haïfa de 1957 à 1962. Il était membre du parti de droite Likoud.

## Biographie
Moshe Arens est né à Kaunas en Lituanie dans une famille juive. Son père était industriel et sa mère était dentiste. Quand il avait un an, sa famille a déménagé à Riga en Lettonie où il a fréquenté l'école primaire. En 1939, Moshe Arens et sa famille ont immigré aux États-Unis où son père avait des intérêts commerciaux. La famille s’installa à New York, où Moshe Arens fréquenta le lycée George Washington. 
En tant que jeune, Moshe Arens était un leader du mouvement de la jeunesse Betar. Pendant la Seconde Guerre mondiale, il servit comme sergent technique dans le Corps of Engineers de l'armée américaine. À la suite de la déclaration d'indépendance d'Israël en 1948, Moshe Arens immigra dans le nouvel État d'Israël et rejoignit l'Irgoun malgré l'opposition de son père. Il a été envoyé en Afrique du Nord (principalement au Maroc et en Algérie) et en Europe pour aider les communautés juives locales à créer des groupes d'autodéfense. En mars 1949, il rentre en Israël et devient membre fondateur du parti Hérout, issu d'Irgoun.
Il a travaillé en tant qu'ingénieur pour une société américaine qui a conçu des systèmes d'approvisionnement en eau pour Tel Aviv. En 1951, il rentre aux États-Unis et étudie l'ingénierie à l'Institut de technologie du Massachusetts et l'ingénierie aéronautique à l'Institut de technologie de Californie où il étudie avec Qian Xuesen puis travaille pendant un certain temps dans l'industrie aéronautique. 
Député du Likoud, le parti de la droite, en 1973, opposé aux accords de Camp David avec l'Égypte, ambassadeur d'Israël aux États-Unis en 1982, il est à l'origine de la carrière politique de Benyamin Netanyahou, auquel il a mis le pied à l’étrier en le nommant chef de mission adjoint. Moshe Arens a été ministre de la Défense à trois reprises dans les années 1980 et 90 puis en 1999, ainsi que ministre des Affaires étrangères.
Il est décédé le 7 janvier 2019 à l'âge de 93 ans.

### Famille
Pendant son séjour aux États-Unis, Moshe Arens avait épousé Muriel F. Eisenberg de New York qui a déménagé en Israël avec lui. Le couple a eu quatre enfants, deux garçons et deux filles : Yigal, Aliza, Raanan et Rut.

## Publications
Moshe Arens a écrit un ouvrage remarqué sur le soulèvement du ghetto de Varsovie et au rôle de l'Union militaire juive affiliée au Betar, dans la révolte.